# Futbolniy Klub ODEK Orzhiv
Futbolniy Klub ODEK Orzhiv, ou simplesmente ODEK Orzhiv, é um clube de futebol ucraniano da cidade de Orzhiv, Rivne Raion. As  cores do clube são o preto, laranja e azul.
Atualmente disputa o Campeonato Ucraniano de Futebol Amador.

## Títulos
| Competição                         | Campeão | Vice | Edição                                         |
| ---------------------------------- | ------- | ---- | ---------------------------------------------- |
| Druha Liha                         | 0       | 0    |                                                |
| Amatorsʹka Liha                    | 1       | 0    | 2013 (C)                                       |
| Copa AAFU                          | 0       | 2    | 2003 e 2012                                    |
| Campeonato Rivne Oblast (Regional) | 8       | 0    | 2002, 2003, 2004, 2006, 2007, 2008, 2011, 2013 |
| Copa Rivne Oblast (Regional)       | 8       | 0    | 2001, 2003, 2004, 2006, 2007, 2009, 2010, 2014 |